# Stilpnus adanaensis
Stilpnus adanaensis är en stekelart som beskrevs av Kolarov och Ahmet Beyarslan 1994. Stilpnus adanaensis ingår i släktet Stilpnus och familjen brokparasitsteklar. Inga underarter finns listade i Catalogue of Life.